# The Noon Whistle
The Noon Whistle è un cortometraggio muto del 1923 diretto da George Jeske. Il film fu prodotto da Hal Roach e interpretato da Stan Laurel.

## Trama
Stan lavora in una fabbrica di legname dove il presidente è stanco di avere dei fannulloni come operai.
Egli in questo lavoro è una frana totale, riesce sempre a trasformare in una catastrofe qualsiasi compito gli venga assegnato, coinvolgendo nelle sue goffaggini spesso anche il suo superiore O'Hallanhan (Finlayson), finendo per impastargli i piedi nel cemento e ricoprirlo di calce della testa a i piedi come uno spettro.
Come se non bastasse il presidente della compagnia vuole espellere il povero O'Hallanhan per dare un esempio ai suoi sottoposti.
- Una celebre gag di Laurel in questo film fu ripresa nel cortometraggio Il tocco finale assieme al compagno Oliver Hardy e nel film Ciao amici!.

## Produzione
Il film fu prodotto dalla Hal Roach Studios.

## Distribuzione
Distribuito dalla Pathé Exchange, il film uscì nelle sale cinematografiche USA il 29 aprile 1923.